# Amerikaanse Maagdeneilanden op de Olympische Winterspelen 2006
Tijdens de Olympische Winterspelen van 2006 die in Turijn werden gehouden namen de Amerikaanse Maagdeneilanden voor de zesde keer deel.
De enige olymiër, Anne Abernathy, die voor de Amerikaanse Maagdeneilanden zou deelnemen bij het rodelen brak haar pols tijdens een trainingsrun op de dag voor de wedstrijd. Hierdoor mocht ze niet starten tijdens de wedstrijd.

## Deelnemers en resultaten

### Rodelen
| Olympiër           | Discipline    | Resultaat | Prestatie           |
| ------------------ | ------------- | --------- | ------------------- |
| Anne Abernathy (6) | 1-persoon (v) | DNS-1     | run 1: niet gestart |

Albanië · Algerije · Amerikaanse Maagdeneilanden · Andorra · Argentinië · Armenië · Australië · Azerbeidzjan · België · Bermuda · Bosnië en Herzegovina · Brazilië · Bulgarije · Canada · Chili · China · Chinees Taipei · Costa Rica · Cyprus · Denemarken · Duitsland · Estland · Ethiopië · Finland · Frankrijk · Georgië · Griekenland · Groot-Brittannië · Hongarije · Hongkong · Ierland · IJsland · India · Iran · Israël · Italië · Japan · Kazachstan · Kenia · Kirgizië · Kroatië · Letland · Libanon · Liechtenstein · Litouwen · Luxemburg · Macedonië · Madagaskar · Moldavië · Monaco · Mongolië · Nederland · Nepal · Nieuw-Zeeland · Noord-Korea · Noorwegen · Oekraïne · Oezbekistan · Oostenrijk · Polen · Portugal · Roemenië · Rusland · San Marino · Senegal · Servië en Montenegro · Slovenië · Slowakije · Spanje · Tadzjikistan · Thailand · Tsjechië · Turkije · Venezuela · Verenigde Staten · Wit-Rusland · Zuid-Afrika · Zuid-Korea · Zweden · Zwitserland